# ليون لفل
ليون لفل (بالفرنسية: Léon Level)‏ ولد بتاريخ 12 يوليو 1910 في فرنسا، وتوفي في 26 مارس 1949 في باريس، كان دراج فرنسي في صنف سباق الدراجات على الطريق.

## سجل النتائج

### سباقات أو مراحل فاز بها
- طواف فرنسا
- طواف سويسرا

## وصلات خارجية
- الموقع الرسمي

## روابط خارجية
- ليون لفل على موقع أرشيف الدراجات (الإنجليزية)
- ليون لفل على موقع إحصائيات الدراجات الإحترافية (الإنجليزية)
- ليون لفل على موقع CycleBase (الإنجليزية)